# CFHR3
CFHR3 (англ. Complement factor H related 3) – білок, який кодується однойменним геном, розташованим у людей на короткому плечі 1-ї хромосоми.  Довжина поліпептидного ланцюга білка становить 330 амінокислот, а молекулярна маса — 37 323.
| 10         |  | 20         |  | 30         |  | 40         |  | 50         |
| ---------- |  | ---------- |  | ---------- |  | ---------- |  | ---------- |
| MLLLINVILT |  | LWVSCANGQV |  | KPCDFPDIKH |  | GGLFHENMRR |  | PYFPVAVGKY |
| YSYYCDEHFE |  | TPSGSYWDYI |  | HCTQNGWSPA |  | VPCLRKCYFP |  | YLENGYNQNY |
| GRKFVQGNST |  | EVACHPGYGL |  | PKAQTTVTCT |  | EKGWSPTPRC |  | IRVRTCSKSD |
| IEIENGFISE |  | SSSIYILNKE |  | IQYKCKPGYA |  | TADGNSSGSI |  | TCLQNGWSAQ |
| PICINSSEKC |  | GPPPPISNGD |  | TTSFLLKVYV |  | PQSRVEYQCQ |  | PYYELQGSNY |
| VTCSNGEWSE |  | PPRCIHPCII |  | TEENMNKNNI |  | KLKGRSDRKY |  | YAKTGDTIEF |
| MCKLGYNANT |  | SILSFQAVCR |  | EGIVEYPRCE |  |            |  |            |

A: Аланін

C: Цистеїн

D: Аспарагінова кислота

E: Глутамінова кислота

F: Фенілаланін

G: Гліцин

H: Гістидин

I: Ізолейцин

K: Лізин

L: Лейцин

M: Метіонін

N: Аспарагін

P: Пролін

Q: Глутамін

R: Аргінін

S: Серин

T: Треонін

V: Валін

W: Триптофан

Задіяний у такому біологічному процесі як поліморфізм. 
Секретований назовні.